# Аліреза Бейранванд
Аліреза Бейранванд (перс. علیرضا بیرانوند, нар. 21 вересня 1992, Хорремабад) — іранський футболіст, воротар клубу «Персеполіс».
Виступав, зокрема, за клуб «Нафт Тегеран», а також національну збірну Ірану.

## Клубна кар'єра
У дорослому футболі дебютував 2012 року виступами за команду клубу «Нафт Тегеран», в якій провів чотири сезони, взявши участь у 69 матчах чемпіонату. 
До складу клубу «Персеполіс» приєднався 2016 року. Відтоді встиг відіграти за тегеранську команду 12 матчів в національному чемпіонаті.

## Виступи за збірну
У 2015 році дебютував в офіційних матчах у складі національної збірної Ірану. Наразі провів у формі головної команди країни 12 матчів.
У складі збірної був учасником кубка Азії з футболу 2015 року в Австралії.

## Титули і досягнення
- Чемпіон Ірану (5):

«Персеполіс»: 2016-17, 2017-18, 2018-19, 2019-20, 2022-23
- Володар Кубка Ірану (2):

«Персеполіс»: 2018-19, 2022-23
- Володар Суперкубка Ірану (4):

«Персеполіс»: 2017, 2018, 2019, 2023
- Володар Кубка Бельгії (1):

«Антверпен»: 2019-20
Особисті
- Іранський футболіст року: 2019